# Eublemma obliquata
Eublemma obliquata är en fjärilsart som beskrevs av W. Warren 1912. Eublemma obliquata ingår i släktet Eublemma och familjen nattflyn. Inga underarter finns listade i Catalogue of Life.